# Río Cidacos (vattendrag i Spanien, Navarra)
Río Cidacos är ett vattendrag i Spanien.   Det ligger i provinsen Provincia de Navarra och regionen Navarra, i den nordöstra delen av landet, 270 km nordost om huvudstaden Madrid.